# Rodhogorgonales
Rodhogorgonales S. Fredericq, J.N. Norris, & C. Pueschel, 1995  é o nome botânico, segundo o sistema de classificação de Hwan Su Yoon et al. (2006), de uma ordem de algas vermelhas pluricelulares da classe Florideophyceae, subfilo Rhodophytina.

## Táxons inferiores
Família: Rhodogorgonaceae S. Fredericq, J.N. Norris, & C. Pueschel, 1995